# Iksan
Iksan (hangul 익산시, hanja 益山市) är en stad i den sydkoreanska provinsen Norra Jeolla. Invånarantalet var 286 990 i slutet av 2020.
Centralorten med 227 208 invånare (2020) på 83 km² är indelad i 14 administrativa stadsdelar (dong):
Dongsan-dong,
Eoyang-dong,
Inhwa-dong,
Jungang-dong,
Ma-dong,
Mohyeon-dong,
Namjung-dong,
Palbong-dong,
Pyeonghwa-dong,
Samseong-dong,
Sin-dong,
Songhak-dong,
Yeongdeung-1(il)-dong och
Yeongdeung-2(i)-dong.
Kommunens ytterområde med 59 982 invånare (2020) på 423,6 km² är indelat i en köping (eup) och 14 socknar (myeon):
Chunpo-myeon,
Geumma-myeon,
Hamna-myeon,
Hamyeol-eup,
Hwangdeung-myeon,
Mangseong-myeon,
Nangsan-myeon,
Osan-myeon,
Samgi-myeon,
Seongdang-myeon,
Ungpo-myeon,
Wanggung-myeon,
Yeosan-myeon,
Yongan-myeon och
Yongdong-myeon.

## Vänorter
- Culver City, USA
- Odense, Danmark
- Zhenjiang, Kina